# 후루하라 야스히사
후루하라 야스히사 (古原靖久, 1986년 8월 13일 ~ )는 일본의 배우이다.

## 출연작

### 드라마
- 2008년~2009년 《염신전대 고온저》 에스미 소스케 / 고온 레드 역
- 2011년《해적전대 고카이저》에스미 소스케 / 고온 레드 역
- 2024년《폭상전대 분붐저》 에스미 소스케 / 고온 레드 역